# Diócesis de Bafia
La diócesis de Bafia (en latín: Dioecesis Bafiensis y en francés: Diocèse de Bafia) es una circunscripción eclesiástica de la Iglesia católica en Camerún. Se trata de una diócesis latina, sufragánea de la arquidiócesis de Yaundé. Desde el 13 de mayo de 2020 su obispo es Emmanuel Dassi Youfang.

## Territorio y organización
La diócesis tiene 34 615 km² y extiende su jurisdicción sobre los fieles católicos de rito latino residentes en los departamentos de Mbam-et-Kim y Mbam-et-Inoubou en la región del Centro.
La sede de la diócesis se encuentra en la ciudad de Bafia, en donde se halla la Catedral de San Sebastián.
En 2020 en la diócesis existían 41 parroquias.

## Historia
La prefectura apostólica de Bafia fue erigida el 6 de julio de 1965 con la bula Quo lex Evangelica del papa Pablo VI, obteniendo el territorio de la arquidiócesis de Yaundé.
El 11 de enero de 1968 la prefectura apostólica fue elevada a diócesis con la bula Adorandi Dei Filii del papa Pablo VI.

## Estadísticas
Según el Anuario Pontificio 2021 la diócesis tenía a fines de 2020 un total de 268 625 fieles bautizados.
| Año                                                                             | Población            | Población | Población      | Sacerdotes | Sacerdotes    | Sacerdotes    | Bautizados por sacerdote | Diáconos permanentes | Religiosos | Religiosos | Parroquias |
| Año                                                                             | Bautizados católicos | Total     | % de católicos | Total      | Clero secular | Clero regular | Bautizados por sacerdote | Diáconos permanentes | Varones    | Mujeres    | Parroquias |
| ------------------------------------------------------------------------------- | -------------------- | --------- | -------------- | ---------- | ------------- | ------------- | ------------------------ | -------------------- | ---------- | ---------- | ---------- |
| 1970                                                                            | 53 308               | 153 417   | 34.7           | 19         |               | 19            | 2805                     |                      | 24         | 49         | 54         |
| 1980                                                                            | 76 555               | 215 055   | 35.6           | 26         | 4             | 22            | 2944                     |                      | 30         | 66         | 15         |
| 1990                                                                            | 89 414               | 273 000   | 32.8           | 18         | 7             | 11            | 4967                     |                      | 14         | 45         | 18         |
| 1999                                                                            | 130 400              | 301 750   | 43.2           | 18         | 10            | 8             | 7244                     |                      | 14         | 44         | 15         |
| 2000                                                                            | 131 430              | 307 700   | 42.7           | 20         | 11            | 9             | 6571                     |                      | 16         | 47         | 15         |
| 2001                                                                            | 143 258              | 321 480   | 44.6           | 21         | 14            | 7             | 6821                     |                      | 16         | 47         | 15         |
| 2002                                                                            | 197 054              | 325 000   | 60.6           | 21         | 14            | 7             | 9383                     |                      | 11         | 46         | 15         |
| 2003                                                                            | 197 100              | 330 000   | 59.7           | 20         | 13            | 7             | 9855                     |                      | 12         | 45         | 15         |
| 2004                                                                            | 202 953              | 400 000   | 50.7           | 22         | 14            | 8             | 9225                     |                      | 11         | 33         | 21         |
| 2006                                                                            | 209 360              | 411 540   | 50.9           | 27         | 15            | 12            | 7754                     |                      | 25         | 48         | 23         |
| 2012                                                                            | 239 572              | 443 423   | 54.0           | 41         | 24            | 17            | 5843                     |                      | 24         | 48         | 27         |
| 2015                                                                            | 247 716              | 449 759   | 55.1           | 46         | 30            | 16            | 5385                     |                      | 23         | 43         | 29         |
| 2018                                                                            | 255 998              | 482 675   | 53.0           | 58         | 40            | 18            | 4413                     |                      | 28         | 48         | 41         |
| 2020                                                                            | 268 625              | 506 600   | 53.0           | 64         | 46            | 18            | 4197                     |                      | 28         | 50         | 41         |
| Fuente: Catholic-Hierarchy, que a su vez toma los datos del Anuario Pontificio. |                      |           |                |            |               |               |                          |                      |            |            |            |

## Episcopologio
- André Charles Lucien Loucheur, C.S.Sp. † (14 de julio de 1965-21 de diciembre de 1977 renunció)
- Athanase Bala, C.S.Sp. † (21 de diciembre de 1977 por sucesión-3 de mayo de 2003 retirado)
- Jean-Marie Benoît Balla † (3 de mayo de 2003-31 de mayo de 2017 falleció)
  - Sede vacante (2017-2020)[nota 1]
- Emmanuel Dassi Youfang, desde el 13 de mayo de 2020